# Гібоніт
Гібоніт — мінерал з ідеалізованою хімічною формулою (Ca,Ce)(Al,Ti,Mg)12O19, зустрічається в різних кольорах. Він відноситься до класу мінералів «оксидів і гідроксидів».
Гібоніт кристалізується в гексагональній кристалічній системі і зазвичай розвиває пластинчасті, рідше призматичні кристали коричневого, чорного та червонувато-коричневого кольорів. Його твердість за шкалою Мооса становить від 7,5 до 8, а густина складає 3,84 г/см³.

## Етимологія та історія
Гібоніт вперше був виявлений у 1956 році на елювіальних родовищах Есіва біля Маромбі, в районі Амбоасарі, регіоні Анузі (Форт-Дофін) у провінції Толіара на Мадагаскарі та описана Кюрієном, Гійєміном, Орселем і Штернбергом. Його назвали на честь першовідкривача Поля Гібона.

## Кристалічна структура
Кристали Гібоніта гексагональні в просторовій групі P63 (просторова група № 194) з параметрами решітки a = 5,613 Å і c = 22,285 Å.

## Властивості
Як і багато інших рідкісноземельних мінералів, гібоніт містить сліди урану та торію. З цієї причини його класифікують як слаборадіоактивний. Він має питому активність близько 88,2  Бк/г (для порівняння: природний калій 31,2 Бк/г).